# Skogskärrlöpare
Skogskärrlöpare (Agonum fuliginosum) är en skalbaggsart som först beskrevs av Georg Wolfgang Franz Panzer 1809.  Skogskärrlöpare ingår i släktet Agonum, och familjen jordlöpare. Arten är reproducerande i Sverige.

## Bildgalleri

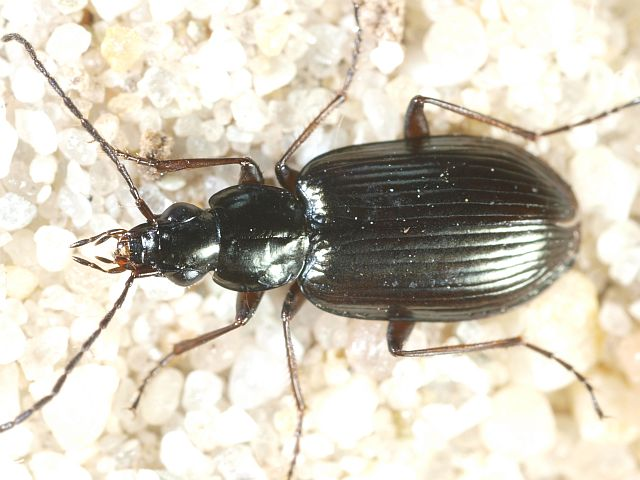
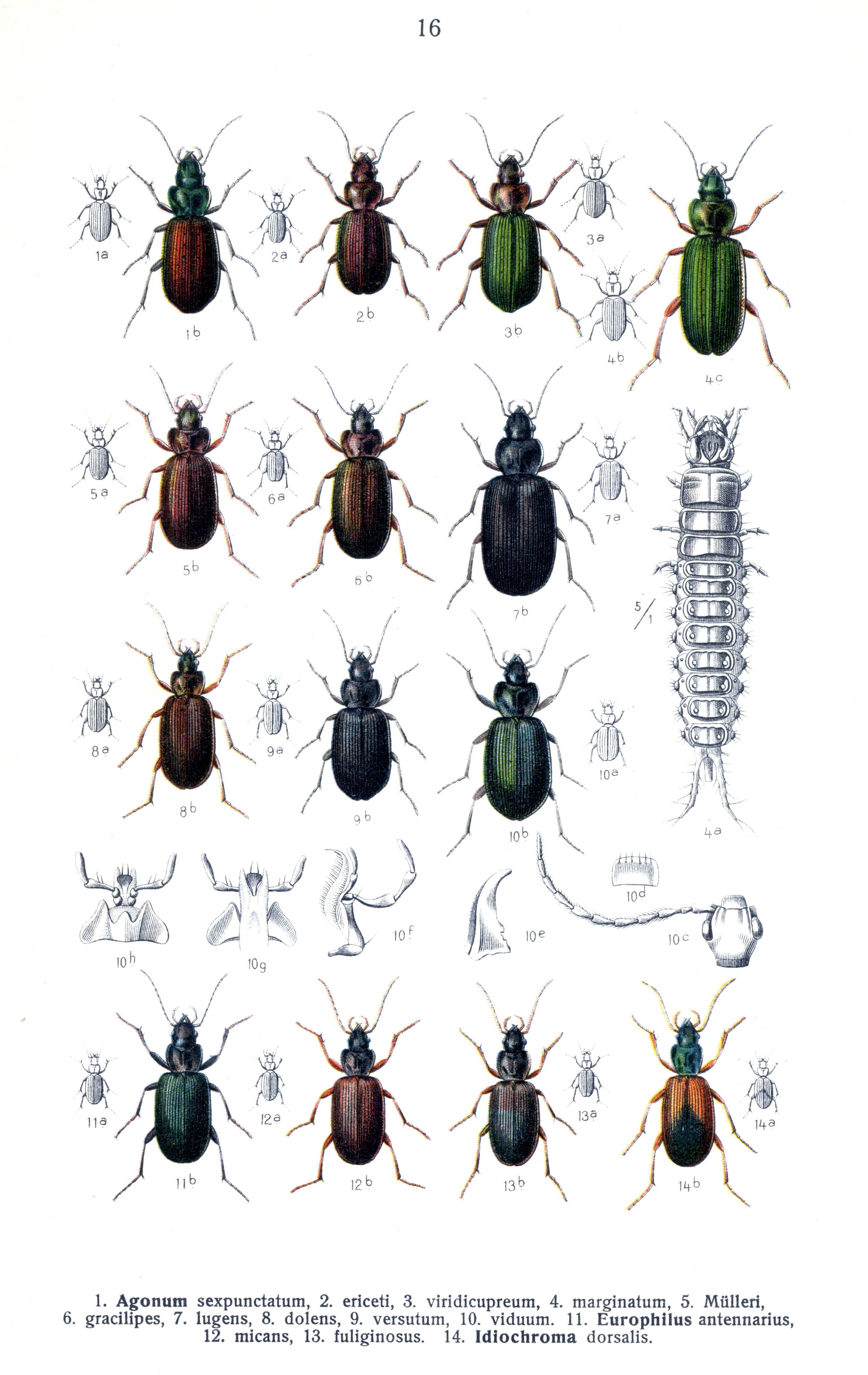
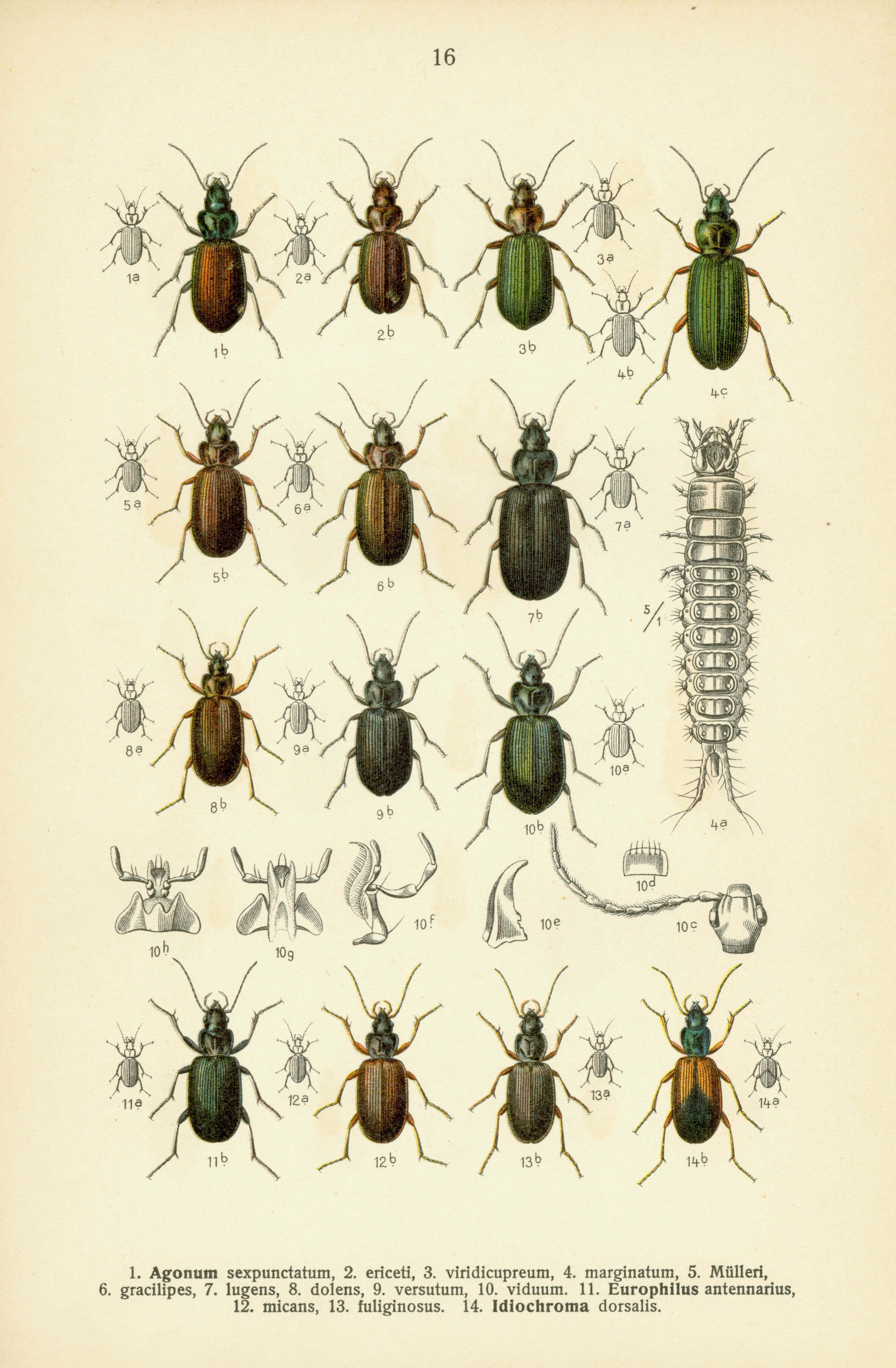